# Prusly-sur-Ource
Prusly-sur-Ource is een gemeente in het Franse departement Côte-d'Or (regio Bourgogne-Franche-Comté) en telt 193 inwoners (1999). De plaats maakt deel uit van het arrondissement Montbard.

## Geografie
De oppervlakte van Prusly-sur-Ource bedraagt 15,6 km², de bevolkingsdichtheid is 12,4 inwoners per km².
De onderstaande kaart toont de ligging van Prusly-sur-Ource met de belangrijkste infrastructuur en aangrenzende gemeenten.

## Demografie
Onderstaande figuur toont het verloop van het inwonertal (bron: INSEE-tellingen).